# Harringay Arena
Harringay Arena – obiekt sportowy w Londynie użytkowany w latach 1936–1958 dla sportów zimowych.
Obiekt został zaprojektowany przez Oscara Faber. Miała kształt oktagonalny, przylegała do Harringay Stadium. Zbudowany został w ciągu ośmiu miesięcy od lutego do października 1936 roku.
Arena mogła pomieścić prawie 10 000 widzów w przypadku hokeju na lodzie, a nieco ponad 10 000 w przypadku walk bokserskich.
Harringay Arena wykorzystana została podczas Letnich Igrzysk Olimpijskich 1948. Rozegrano tu koszykówkę i zapasy.
W 1947 i 1948 roku odbył się tu London Music Festival. Słuchało 13 500 ludzi.
W latach 1947–1957 odbywały się tu występy cyrkowe podczas świąt Bożego Narodzenia.
W 1948 roku odbyła się tu National Colliery Music Festival.
W 1954 roku amerykański ewangelista Billy Graham przeprowadził tu swoją krucjatę. Była to jego pierwsza spośród 23 krucjat przeprowadzonych w latach 1954–1991 w Zjednoczonym Królestwie. W krucjacie wzięło udział kilku aktorów hollywoodzkich, jak np. Roy Rogers, który dał pokaz jazdy na swoim koniu Trigger.